# SS-069 나대용
나대용함은 대한민국 해군의 장보고급 잠수함이며 하푼 미사일을 장착했다.

## 명칭
나대용은 조선 최고의 선박기술자이자 해군 제독으로 거북선을 개량하는데 큰 공을 세웠다. 충무공 이순신의 밑에서 일했다.

## 무장
나대용함에는 하푼 미사일이 탑재된다. 그밖에 어뢰와 기뢰도 탑재할 수 있다. SS-068 이순신, SS-069 나대용, SS-071 이억기함은 8문의 어뢰관 중 4문에서 하푼 미사일을 발사할 수 있으며, 6발을 재장전하여 모두 10발의 하푼 미사일을 발사할 수 있다. 손원일급 잠수함과는 달리, 자동 어뢰 장전 장치는 없다.

## 림팩 2002
나대용함은 림팩 2002에 참가하여 총 10척 10만 톤의 함정을 가상 격침했다. 또한 대한민국 해군 최초로 하푼 잠대함 미사일을 발사하여 60km 떨어진 곳에 있는 목표물을 명중시켰다.

## 같이 보기
- 209형 잠수함